# L'Idole des jeunes
L'Idole des jeunes és una pel·lícula musical francesa dirigida per Yvan Lagrange el 1976. Selecció oficial al Festival Internacional de Cinema de Canes, Un Certain Regard

## Argument
Pel·lícula en dues parts, on els actors actuen i canten en play-back sobre els més famosos títols dels músics dee rock’n roll i de twist dels anys 60.

## Repartiment
- Yvan Lagrange: Johnny Hallyday / Eddy Mitchell / Dany Logan.
- Denis Develoux: Dick Rivers / Jacky Moulières / Dany Boy.
- Catherine Versepuys: Françoise Hardy.
- Martine Maréchal: Sylvie Vartan.
- Candice Patou: Petula Clark.
- Dominique Guezennec: France Gall.
- Roger Miremont.
- Hervé Palud.
- Gérard Lemaire.